# Addae Kyenkyehene
Addae Kyenkyehene – ghański piłkarz grający na pozycji pomocnika. W swojej karierze grał w reprezentacji Ghany.

## Kariera klubowa
W swojej karierze piłkarskiej Kyenkyehene grał w klubie Asante Kotoko SC.

## Kariera reprezentacyjna
W reprezentacji Ghany Kyenkyehene zadebiutował w 1978 roku. W tym samym roku został powołany do kadry na Puchar Narodów Afryki 1978. Wystąpił w nim w trzech meczach: grupowym z Górną Woltą (3:0), półfinałowym z Tunezją (1:0) i finałowym z Ugandą (2:0). Z Ghaną wywalczył mistrzostwo Afryki.
W 1984 roku Kyenkyehene został powołany do kadry na Puchar Narodów Afryki 1984. Na tym turnieju nie wystąpił ani razu. W kadrze narodowej grał do 1984 roku.